# Pueblo benga

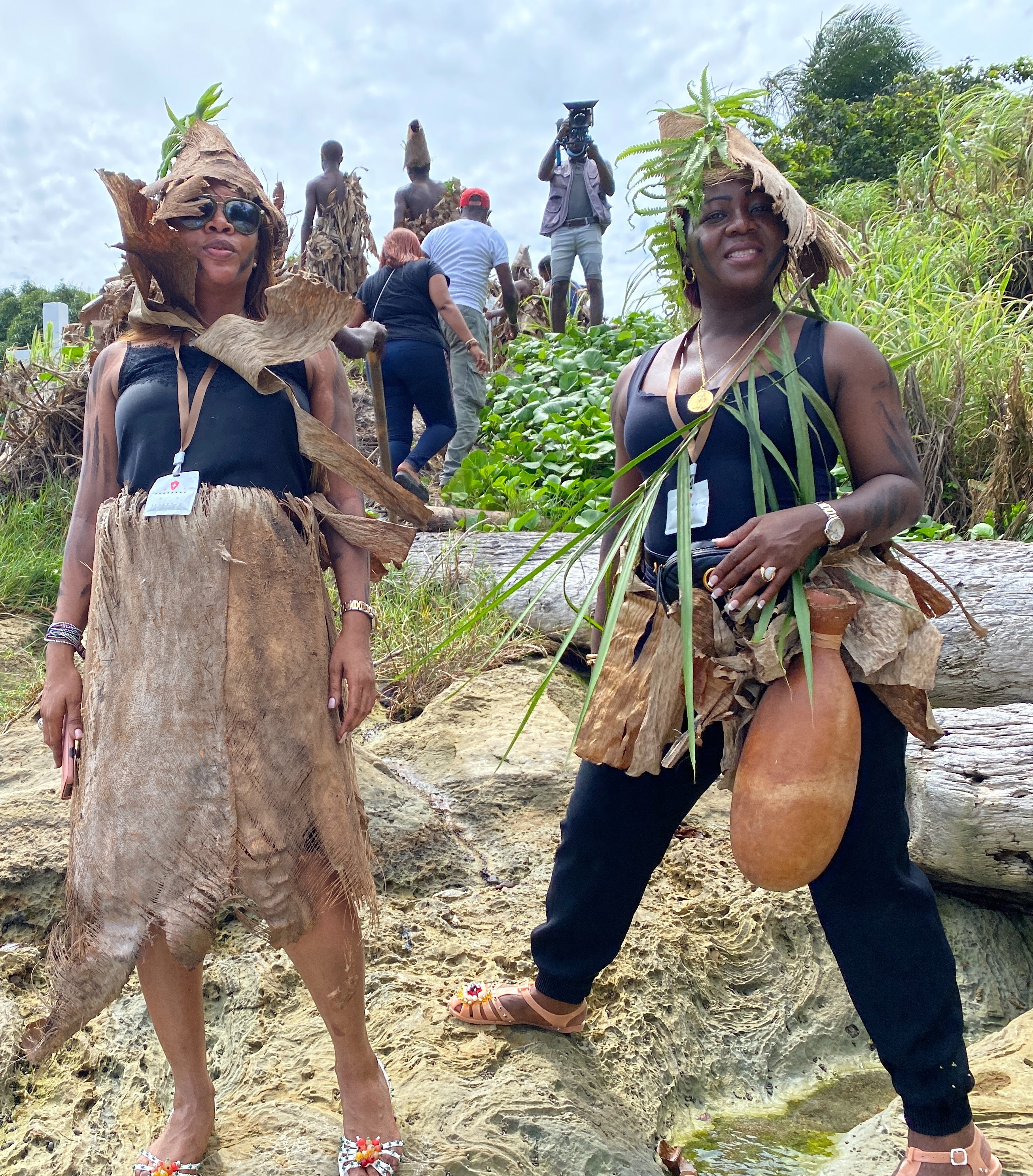
Los benga durante Djombe, una fiesta tradicional

Los bengas constituyen una etnia africana, incluida en el grupo bantú. Son originarios de Guinea Ecuatorial y Gabón. Su idioma original es el benga, no muy alejado del idioma bubi. 
Actualmente los bengas habitan una pequeña zona costera del río Muni, el cabo de San Juan, enclaves suburbanos del río Benito y Bata, las islas de Corisco, y ambas Elobey (Grande y Chico). Se les conoce como ndowés o «playeros», uno de los pueblos de la Costa de Río Muni.

## Historia y personajes
Aparecen en la Historia escrita de Occidente tras sus contactos y colaboración con los portugueses desde el siglo XVII en sus asentamientos esclavistas del África occidental, dado que los bengas también poseían un sistema económico esclavista propio, siendo generalmente sus servidores particulares pamues y nvikos.
Entre los escasos personajes de este grupo de los que se tiene referencia destaca el rey de la isla de Corisco Bonkoro I, que murió en 1846 y fue sucedido por su hijo Bonkoro II, que estableció acuerdos con España en 1843, como resultado de un arreglo con Juan José Lerena y Barry. Bonkoro II acabó destronado y fue desterrado por el gobierno colonial español a la isla de Santo Tomé y Munga I reinó en Corisco entre 1848 y 1858, siendo sucedido por su hijo Munga II.

## Costumbres

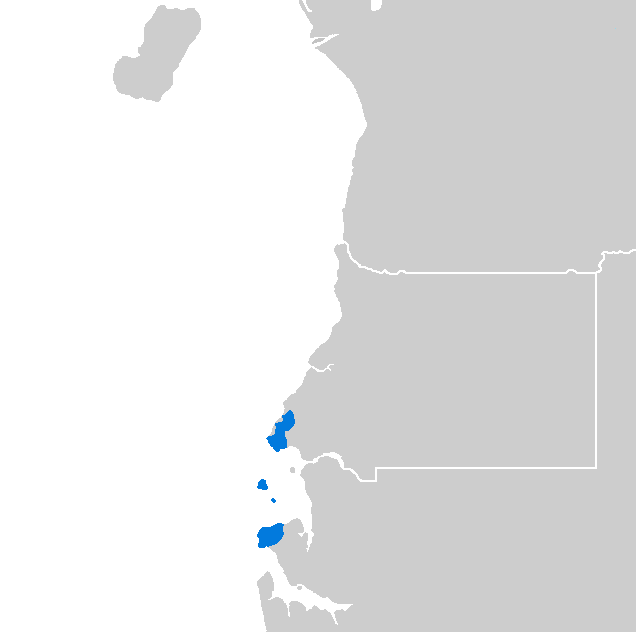
Área geográfica del idioma benga en azul.

Cuando nacen dos individuos el mismo día, plantan dos árboles y bailan a su alrededor y se cree que la vida de los recién nacidos está, por así decirlo, ligada a dichos árboles, de modo que si uno de estos perece o es derribado, están seguros de que van a morir pronto.